# Mourède
Mourède är en kommun i departementet Gers i regionen Occitanien i sydvästra Frankrike. Kommunen ligger i kantonen Eauze som tillhör arrondissementet Condom. År 2022 hade Mourède 70 invånare.

## Befolkningsutveckling
Antalet invånare i kommunen Mourède
Referens:INSEE